# 나루토 질풍전 극장판: 더 로스트 타워
더 로스트 타워(劇場版 NARUTO -ナルト- 疾風伝 ザ・ロストタワー)은 나루토의 극장판 시리즈의 일곱번째 작품이다. 2010년 7월 31일 개봉하였다.

## 한국어 더빙 제작진
목소리 출연
- 이선주 - 나루토 役
- 여민정 - 사쿠라 役
- 박성태 - 사이 役
- 최준영 - 야마토 役
- 장광 - 지라이야 役
- 송도영 - 츠나데 役
- 김병관 - 3대 호카게 役
- 최원형 - 미나토 役
- 박신희 - 사라 役
- 김영찬 - 무카데 役
- 정혜원 - 마사코 役
- 김영은 - 사라이 役
- 김율 - 세라무 役
- 김정은 - 쵸지 아빠 役
- 현경수 - 시노 아빠 役
- 박리나 - 소년 카카시 役
- 이자명 - 시즈네 役
- 정승욱 - 테우치 役
- 강호철
- 김국진
- 선호제
- 소정환

우리말 제작
- 번역: 정영인
- 종합편집: 이지혜
- 녹음, 믹싱: 박지혜(CIC미디어)
- 연출: 김이경
- 우리말 제작: 투니버스